# Martinsried

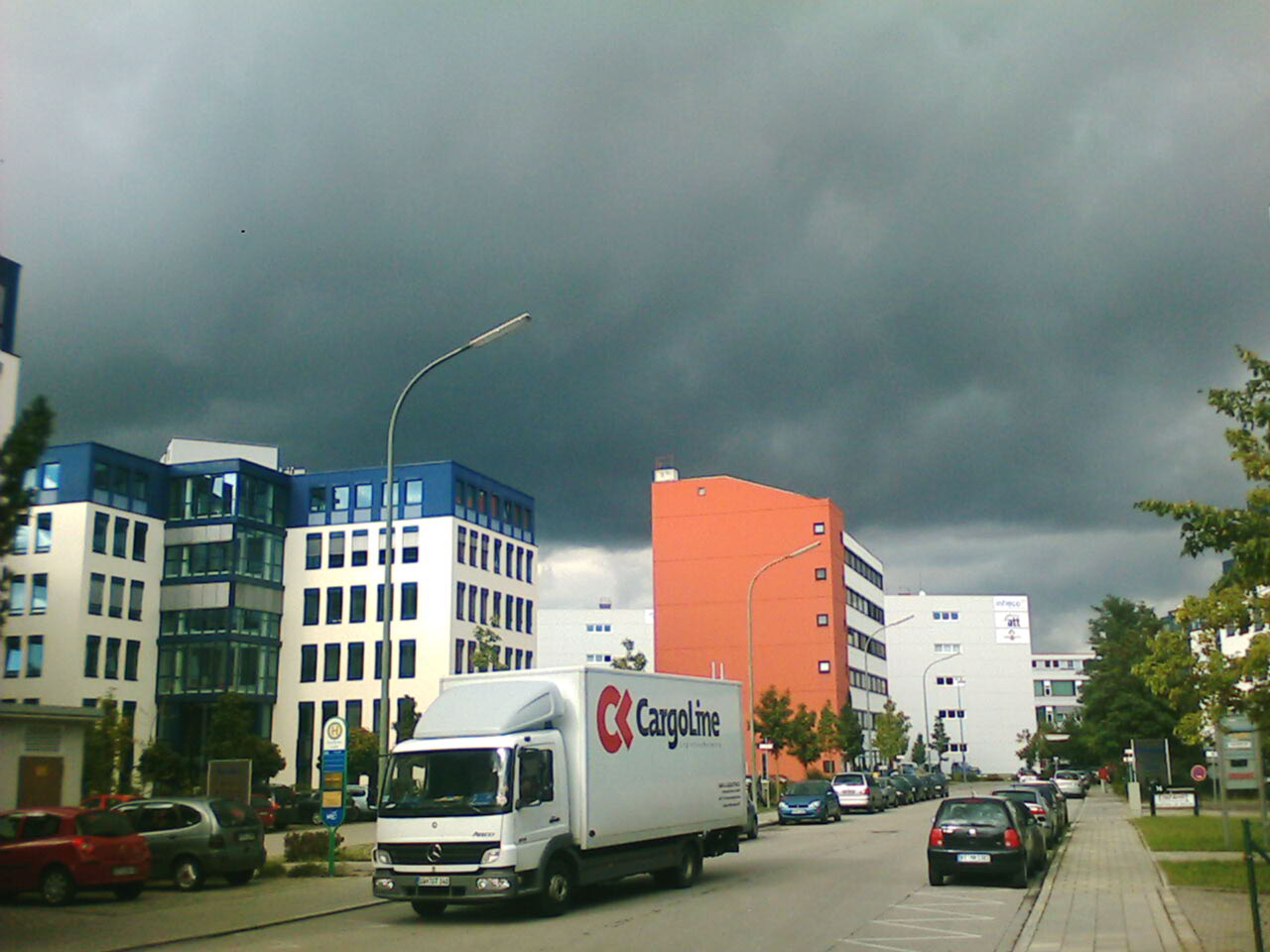
Martinsried

Martinsried – miejscowość w niemieckiej gminie Planegg, leżąca około 15 km na południowy zachód od centrum Monachium.
Znajduje się w niej Max Planck Institute of Biochemistry, Max Planck Institute of Neurobiology, a także park biotechnologiczny, w którym ma swoją siedzibę wiele firm z branży biotechnologicznej i chemicznej oraz wydziały chemii i biologii Uniwersytetu Ludwika i Maksymiliana w Monachium. 
Do Martinsried można dojechać autobusem 266 spod stacji Klinikum Großhadern na linii U6 monachijskiego metra.